# Багацька Віра Микитівна
Багацька Віра Микитівна (* 9 травня 1926, с. Дирдин тепер Городищенського р-ну Черкаської обл. — † 3 березня 1995, м. Цюрих, Швейцарія, похов. у Києві) — оперна співачка (сопрано). Заслужений артист УРСР(1974). Закінчила Київську консерваторію, клас сольного співу Д. Євтушенко (1954). 1954—80 — солістка Київського театру опери та балету; 1980—95 — керівник його оперної трупи. Брала участь у європейчських фестивалях — у Бухаресті, Мадриді (1979), Вісбадені (1982). Мала драматичне сопрано повного діапазону.
Партії: Оксана, Одарка («Запорожець за Дунаєм» С. Гулака-Артемовського), Терпилиха («Наталка Полтавка» І. Котляревського — М. Лисенка), Катерина (однойм. опера М. Аркаса), Надія Буслаївна («Аскольдова могила» О. Верстовського), Ліза («Пікова дама» П. Чайковського), Сабурова («Царева наречена» М. Римського-Корсакова), Ярославна («Князь Ігор» О. Бородіна), Фраскіта («Кармен» Ж. Бізе) Манон Леско («Манон» Ж. Массне).